# ای‌ام‌دی کا-۱۲
ای‌ام‌دی کا-۱۲ نخستین نوع ریزمعماریِ سفارشی از شرکت ای‌ام‌دی بر اساس مجموعه دستورالعمل معماری آرم (به انگلیسی: ARM architecture) ARMv8-A (AArch64) در سال ۲۰۱۷ بود.
این ریزمعماریِ بر فرکانس بالا و بهره‌وری برق تمرکز دارد.